# Биржевая площадь (Одесса)
Думская площадь (укр. Думська площа) — площадь в историческом центре Одессы, на пересечении улиц Пушкинской, Ланжероновской, переулка Чайковского и Приморского бульвара. 
Самая маленькая площадь города. Ограничена зданиями Английского клуба (теперь — Музей морского флота), городского совета, городской библиотеки и Археологического музея.

## История
На карте города с 1836 года (под названием Биржевая, по бирже, возведённой здесь в 1834 году). Однако сразу после возведения здания биржи в нём разместились органы государственной власти, начались заседания городской думы, поэтому 14 апреля 1866 название площади изменили на Думскую. 18 сентября 1889 площадь на короткий срок переименовали в Библиотечную, поскольку здесь было расположено здание библиотеки. Прежнее название — Думская — быстро вернули и под ним площадь просуществовала до 1902 года, когда площадь вновь стала Биржевой.
11 декабря 1917, ещё до установления советской власти в Одессе, площадь назвали в честь Революции, а после прихода коммунистов, 30 апреля 1920 — площадью Коммуны, в честь Парижской коммуны. 
В период с 19 ноября 1941 года по 5 мая 1946, во время нацистской оккупации, площади было возвращено историческое название — Думская, но с возвращением Красной Армии вернулось и советское название.
18 августа 1994 года площади было возвращено историческое название.

## Достопримечательности
- Пушка на Приморском бульваре
- Скульптура Лаокоон